# Wiener Schachzeitung
«Wiener Schachzeitung» (с нем. — «Венский шахматный журнал») — название нескольких австрийских шахматных периодических изданий, выходивших в Вене между 1855 и 1949 годами.

## 1855—1888 годы
«Wiener Schachzeitung», первый австрийский шахматный журнал, был основан Эрнстом Фалькбеером в январе 1855 года и должен был стать главным шахматным журналом Австрии, Фалькбеер взял в качестве образца престижный германский шахматный журнал «Berliner Schachzeitung». Из-за финансовых проблем удалось издать всего девять номеров (за январь—сентябрь 1855).
В июле 1887 года венские шахматисты Йозеф Бергер (не путать с Иоганном Бергером) и Самюэль Гольд, наиболее известный как шахматный учитель Карла Шлехтера, учредили новый журнал под тем же названием. Этот журнал также выдержал девять номеров, выпуск прекращён в марте 1888 года.

## 1898—1916
В 1898 году Гуго Фендрих, Александр Гальприн и Георг Марко основали новый одноимённый журнал. Главным редактором был Марко, который также предоставлял большую часть материала. Всего вышло 284 номера; журнал выходил ежемесячно с 1898 по 1908 год и дважды в месяц с 1909 по апрель 1915 года (хотя публикация часто была нерегулярной). Первоначально планировавшийся как орган Венского шахматного клуба, он стал лучшим шахматным журналом своего времени. В нём опубликовано более 2200 записей игр большинства крупных турниров с подробными аннотациями. В журнале публиковали свои этюды и задачи крупнейшие шахматные композиторы Европы.
Арон Нимцович тесно сотрудничал с Wiener Schachzeitung; в мартовском номере 1913 года (5-8) он опубликовал критический анализ Зигберта Тарраша под названием «Соответствует ли современная шахматная игра доктора Тарраша современным взглядам?». Это эссе положило начало новому этапу в развитии теории шахмат, приведшему к возникновению школы гипермодернистской шахматной школы. Журнал прекратил выходить в 1916 году в связи с Первой мировой войной.

## 1923—1938
В марте 1923 г.ода журнал возобновил издание под названием «Neue Wiener Schachzeitung», но уже в следующем году было возвращено прежнее название. Движущими силами нового издания были сильный любитель Роберт Вале и издатель Аким Левит, которые также были членами-основателями шахматной секции еврейского спортивного клуба Хакоах. Это издание считается хуже своего предшественника, но оно продолжало продвигать новые шахматные идеи, например, опубликовав в 1923 году статью Нимцовича под названием «Сдача центра — предрассудок».
С 1926 по июнь 1935 года журнал редактировал Альберт Беккер, который смог привлечь к участию ведущих мастеров и теоретиков того времени. В январе 1936 года к власти пришла новая редакционная группа в составе Эриха Элискасеса, Жака Ханнака и Романа Майера. Журнал прекратил выходить в марте 1938 года после аннексии Австрии Третьим рейхом .

## Попытка возрождения
Была предпринята неудачная попытка возродить Wiener Schachzeitung после окончания Второй мировой войны. Он появился в июле 1948 года, заявив, что является «официальным органом Австрийской шахматной федерации», но закрылся в конце 1949 года. Главным редактором был Эдвин Хофманн, а раздел задач редактировал Йозеф Халумбирек.